# Cantonul Miribel
Cantonul Miribel este un canton din arondismentul Bourg-en-Bresse, departamentul Ain, regiunea Rhône-Alpes, Franța.

## Comune
| Comune                   | Populație (1999) | Cod poștal | Cod INSEE |
| ------------------------ | ---------------- | ---------- | --------- |
| Beynost                  | 3.530            | 01700      | 01043     |
| Miribel                  | 8.539            | 01700      | 01249     |
| Neyron                   | 2.157            | 01700      | 01275     |
| Saint-Maurice-de-Beynost | 4.020            | 01700      | 01376     |
| Thil                     | 949              | 01120      | 01418     |